# サプサル犬

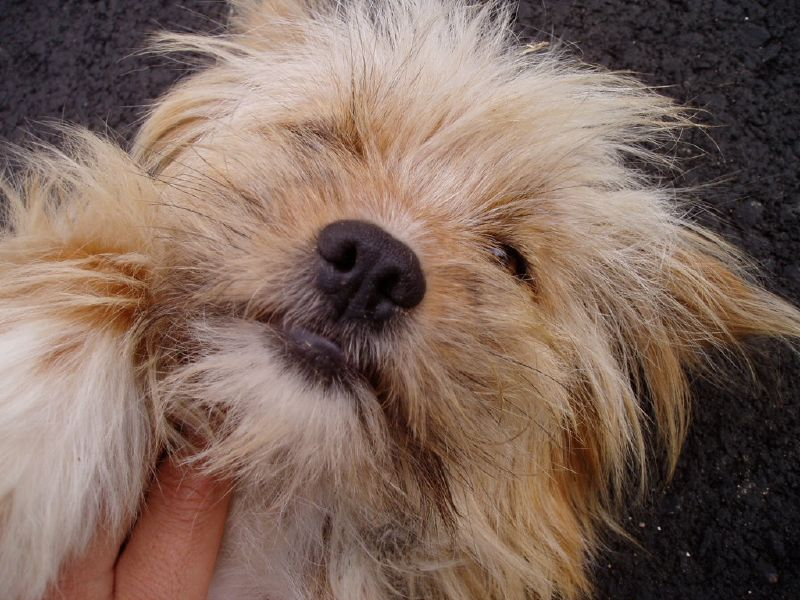

サプサル犬（サプサルいぬ、朝鮮語：삽살개、삽사리、英語：Sapsal、Sapsali）とは、朝鮮半島原産の番用犬種である。朝鮮語ではサプサルケ（삽살개）またはサプサリ（삽사리）という。1992年3月10日、韓国の天然記念物第368号に指定された。

## 歴史
古代には主に新羅の貴族に飼われたが、新羅滅亡に伴い民間でも番犬として広く飼われるようになった。
日本統治時代、特に太平洋戦争による生活物資不足が深刻化した1942年以後は、 食肉や戦争物資である毛皮を得るために利用され、絶滅寸前にまで追い込まれた。豊山犬や珍島犬のように朝鮮総督府の天然記念物に指定されることもなかったため、雑種化も急激に進んだ。
1960年代中盤、韓国では雑犬として扱われていたサプサル犬の研究作業が始まり、科学技術庁からサプサル犬収集と研究に必要な研究費を確保し、外国犬の血の混ざっていない純粋なサプサル犬30匹を確保し、繁殖にあたった。
1992年に天然記念物第368号として登録され、2011年には韓国で行われた2011世界陸上競技選手権大会では公式マスコットとされた。
現在もサプサル犬はほとんどが韓国か北朝鮮で飼育されている。外国ではほとんど飼育されていない。竹島に数頭のサプサル犬を置き、1998年に韓国サプサル犬保存会が独島警備隊に寄贈したが、島に生息している野生鳥類に深刻な被害を与える問題を起こし、島からは駆除された。

## 特徴
サプサル犬には2つの系統が存在し、それぞれが違った容姿や性質を持っている。1つはチョン・サプサル（英：Chung Sapsal）、または青サプサルと呼ばれるもので、シルバーまたはブルーの毛色で、サイズは後述のタイプよりやや小さく、防衛本能がより強い。もう一つはファン・サプサル（英：Hwang Sapsal）、または黄サプサルと呼ばれるもので、黄色と黒の混色の毛色で、サイズは先述のものより大きめ。
全身がむく毛で覆われた犬種で、顎や口周りの毛も豊かである。小さな垂れ耳と垂れ尾を持つ。がっしりした体格で口吻は短く、犬歯は大きく鋭い。被毛が厚いため寒さには強いが暑さには非常に弱いので、ペットとして飼育する場合は夏季に被毛を短くカットする。

## 参考
『デズモンド・モリスの犬種事典』デズモンド・モリス著、福山英也、大木卓訳 誠文堂新光社、2007年